# 1世纪
| 千纪： | 前1千纪 \| 1千纪 \| 2千纪                                                                       |
| 世纪： | 前3世纪 \| 前2世纪 \| 前1世纪 \| 1世纪 \| 2世纪 \| 3世纪 \| 4世纪                               |
| 年代： | 0年代 \| 10年代 \| 20年代 \| 30年代 \| 40年代 \| 50年代 \| 60年代 \| 70年代 \| 80年代 \| 90年代 |

公元1年1月1日至100年12月31日的这一段期间被称为1世纪。

## 重要事件、发展与成就
- 战争与政治

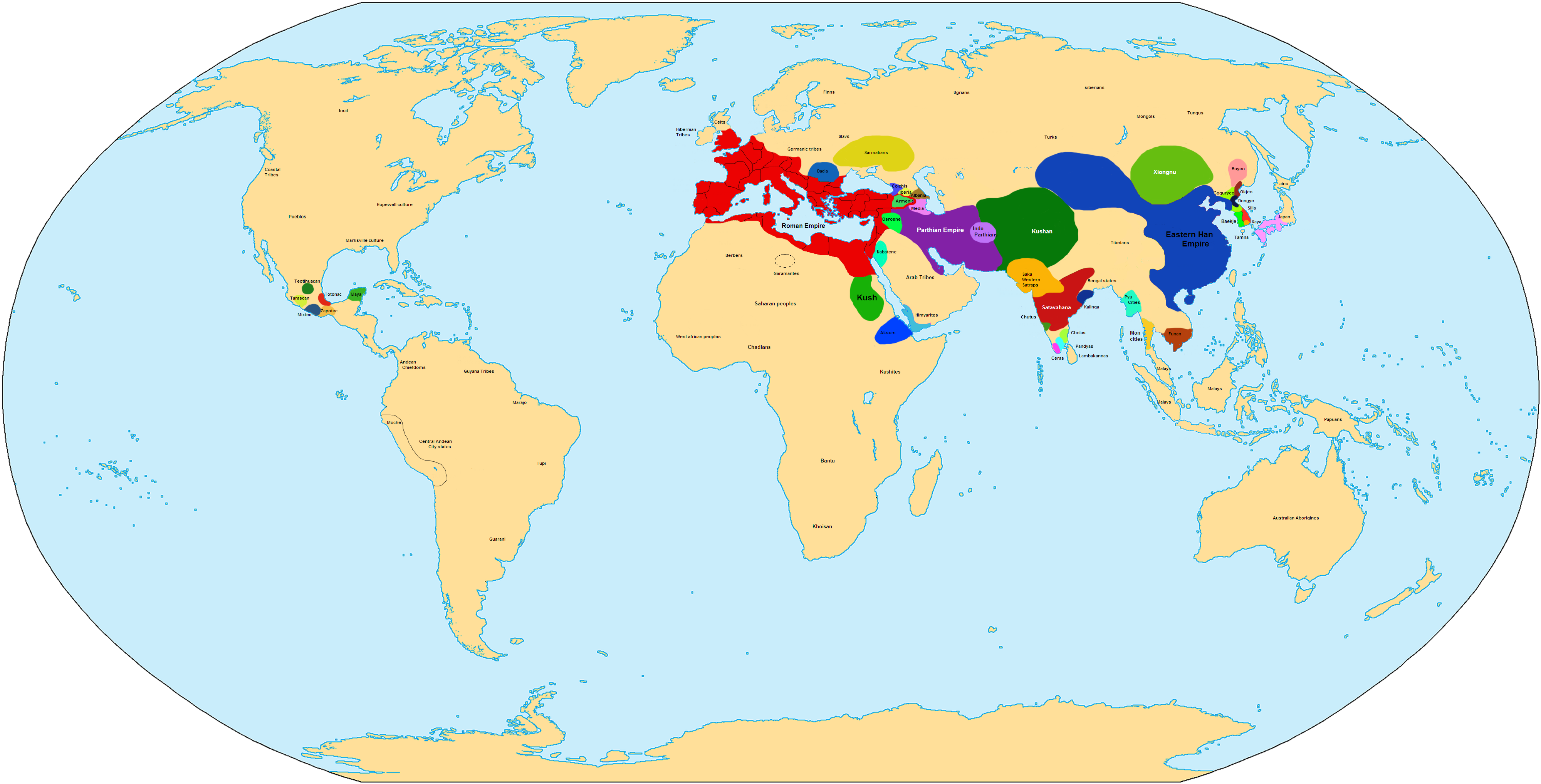
100年的世界

  - 貴霜帝國政治上統一大月氏，定都為喀布爾，並且吞併了印度西北部，國勢轉盛，康居則逐漸衰敗。
  - 無名王時期，使康居、大宛臣服於貴霜。
  - 罗马帝国扩张，圖拉真時期達至顛峰。
    - 17年，科馬基尼為羅馬吞併。
    - 64年，本都併歸羅馬。

  - 1年，王莽加爵“安汉公”。
  - 4年，罗马派遣军队征服易北河与多瑙河流域日耳曼人。
  - 5年，王莽毒死漢平帝，代行皇帝職務。6年，王莽立劉嬰為西漢皇帝。9年，王莽廢孺子嬰，建立新朝。
  - 6年，班諾尼亞和達爾馬提亞爆發大起義，屋大維調提贝里乌斯去征討。9年，達爾馬提亞等地起義被平定。
  - 9年，王莽建立新朝。
  - 9年，条顿堡森林战役，羅馬敗於日耳曼人，指揮官瓦魯斯自殺；萊茵河成為拉丁與日耳曼人的邊界。
  - 約10年，阿斯佩格斯建立博斯普魯斯的阿斯佩格斯王朝。
  - 13年，農曆十一月，扶餘國攻擊高句麗，被高句麗王子無恤於鶴盤嶺（朝鮮語：학반령）擊敗。
  - 14年，提贝里乌斯繼承屋大維成為羅馬皇帝。日耳曼人起義，提贝里乌斯派侄子日耳曼尼库斯去征討。
  - 17年，綠林軍在中國湖北綠林山發動起義。
  - 18年，赤眉軍兵起。
  - 23年，王莽死，新朝滅亡。
  - 25年，劉秀正式稱帝，是為東漢光武帝，定都於洛陽。
  - 26年，羅馬皇帝提贝里乌斯從羅馬遷到卡普里島。
  - 31年，羅馬禁衛軍長官塞亞奴篡位陰謀被揭露，本人被處死。
  - 37年，帕提亞帝国滅大阿美尼亞亞爾塔西亞茲王朝，47年羅馬使復辟，仍為羅馬附庸國。
  - 40年，徵氏姐妹在今天的越南北部武裝反抗中國東漢政權。
  - 41年，羅馬皇帝卡利古拉被殺，其叔父克勞狄烏斯一世在禁衛軍擁立下即位。
  - 43年，交州征氏姐妹起義被漢朝馬援鎮壓。
  - 43年，羅馬將軍普勞提烏斯（？)(副将领是韦斯巴芗)率兵征服不列顛。
  - 46年，匈奴內部分裂，烏桓擊匈奴，迫使匈奴北遷。
  - 48年，匈奴分裂為兩部，呼韓邪單于之孫日逐王比率4萬多人南下附漢稱為南匈奴，留居漠北的稱為北匈奴。
  - 47年，相單程在中國湖南反漢，劉尚率兵鎮壓，全軍覆滅。
  - 約54年，帕提亞王子建立大阿美尼亞王國亞爾薩西茲王朝。
  - 57年，日本派使臣赴中國，漢光武帝授予倭奴國王印。
  - 63年，羅馬與安息締結條約：大阿美尼亞王國國王由安息王族出任，但須得羅馬同意且由羅馬加冕。
  - 66年－73年，第一次猶太羅馬戰爭，猶太人起義反抗羅馬帝國的統治。
  - 67年，首次反對尼祿的政變爆發。次年，羅馬皇帝尼祿自殺。
  - 67年，耶路撒冷聖殿被羅馬人焚毀，只餘羅馬人135年重建的西牆（哭牆）。
  - 69年，罗马帝国发生了四帝之年(这四位皇帝就是罗马皇帝加尔巴（Galba）、奥托（Otho）、维特里乌斯（Vitellius）和韦斯伯芗（Vespasian）)，直到69年7月1日韦斯伯芗登基而结束。
  - 70年，羅馬人拆毀耶路撒冷第二聖殿。
  - 約70年，柳葉建立扶南王國 。
  - 約70年，沙哈拉塔從薩塔瓦哈納割據西印度，建立政權。
  - 74年，班超出使疏勒。同年農曆十一月，耿秉、竇固與劉張率1.4萬騎進軍西域。
  - 89年到91年，南匈奴與漢聯合夾擊北匈奴，先後敗之於漠北和阿爾泰山，迫使其西遷，從此幾十年後北匈奴從中國古書中消失。
  - 92年，漢和帝與宦官鄭眾密謀，鏟除外戚竇憲。漢和帝親政。
  - 約95年，阿克蘇姆的所羅門王朝為亞高人所滅。
  - 97年，東漢班超派甘英出使大秦，至安息西界而還。
- 天灾人祸
  - 5年，奧林匹亞的宙斯神殿被大火摧毀。
  - 79年10月25日——維蘇威火山開始爆發，摧毀龐貝及赫庫蘭尼姆古城。
- 科学技术
  - 中国蔡倫改進造紙術
  - 手寫書（Codex）見於羅馬
  - 希羅（亞歷山卓）發明蒸汽機等多種水力發動的機械。
  - 杜詩制造水排，利用水的力量帶動鼓風机，進行冶鐵鑄造。[1]
  - 西漢劉歆編製《三統曆譜》，被認為是世界上最早的天文年曆的雛形。
- 文化娱乐
  - 4年，奧古斯都当年停閏，2月僅有28日，無2月29日。[2]
  - 1月15日——王莽將原定西漢孺子嬰初始元年十二月初一改成新王莽始建國元年正月初一，使得初始元年無十二月。[2]
  - 66年，尼祿在希臘參加奧林匹克運動會。
  - 66年，塔西佗發表《日耳曼尼亞志》。
  - 哥德人定居現今波蘭北部。
  - 於72至82年間，建成羅馬鬥獸場。
- 社會與經濟
  - 6年，屋大維使元老院通過以繼承稅、拍賣稅，作為補助老兵的生活費用。
  - 6年，猶太省成為羅馬直轄行省。
  - 1年，汉平帝追谥孔子为褒成宣尼公，封孔子后裔均为褒成侯。
  - 42年，克勞狄開始在奧斯提亞建新港灣。
  - 47年，羅馬士兵在萊茵河下游建立了一座城堡，後來發展為荷蘭城市烏得勒支。
  - 47年，克勞狄恢復監察官制度。
  - 50年，羅馬帝國轄下倫敦建城；科隆被提升為市。
  - 85年，東漢朝廷下令在全國推行干支紀年。
- 疾病与医学
- 环境与自然资源
  - 1年，獅子絕跡於西歐。
  - 1年，卷角龜滅絕於新喀里多尼亞。
  - 66年，希臘科林斯運河開工。
- 宗教與哲學
  - 1年，西方史學家以此年為耶穌誕生之年，並為公元紀年之元年。事實上，耶穌的出生年、月、日皆難以考究。基督教兴起
  - 佛教传入中国
  - 33年，相傳耶穌在此年（或說30年、29年）因傳播福音，被羅馬駐猶太省總督本丟彼拉多釘死在十字架上。
  - 保羅書信中的《哥林多前書》和《哥林多後書》寫於53-57年。
  - 66年，聖李諾成為教宗。
  - 67年，白馬寺建寺，為中國最早的佛教寺廟。
  - 90年，部份猶太人於雅麦尼亚会议（有争议），定出聖經內容條目，並把約一百八十年之前已經完成的「七十士譯本」中的部份經典定為次經並刪除於聖經當中，成為後世新教現在使用的聖經版本。

其他
- 塔西佗記載有Suiones（瑞安奈斯人），即日後的瑞典人。